# Tibiomus ruandensis
Tibiomus ruandensis är en mångfotingart som beskrevs av Kraus 1960. Tibiomus ruandensis ingår i släktet Tibiomus och familjen Odontopygidae. Inga underarter finns listade i Catalogue of Life.